# Milan Stanivuković
Milan Stanivuković – Oficir (Klenik, kraj Okučana, 4. svibnja 1912. — Levanjska Varoš, kraj Đakova, 27. prosinca 1944.) bio je sudionik Narodnooslobodilačke borbe i narodni heroj Jugoslavije.

## Životopis
Rodio se je 4. svibnja 1912. godine u zaselku Klenik, nedaleko od sela Vrbovljana, kraj Okučana. Potječe iz siromašne seljačke obitelji. Da bi prehranio osmero djece, otac Pavle mu je radio kao vozar u obližnjim šumama. Kako bi se oslobodio teškoga rada, po preporuci seoskog učitelja, kao pitomac Srpskog privrednog društva Privrednik otišao je 23. kolovoza 1924. godine u Prokuplje kod Braće Petrović na izučavanje trgovačkog zanata.
Iako je izučio zanat, Milan nije volio trgovinu, nego je priželjkivao da se posveti vojničkom pozivu. Kad su se roditelji složili s njegovom namjerom, Milan se javio na natječaj u Podčasničku školu u Beogradu, u koju je bio i primljen. Školu je završio uspješno i kao podnarednik otišao u Banju Luku. Nakon nekog vremena, bio je premješten u topnički odsjek Ministarstva vojske u Beogradu. Tamo se ponovo posvetio školovanju i, položivši ispite uoči napada Sila Osovine na Jugoslaviju, bio je unaprijeđen u čin potporučnika. Već u to vrijeme, Milan se povezao sa skupinom lijevo orijentiranih časnika, nakon čega je primljen za člana Komunističke partije Jugoslavije.
Travanjski rat 1941. zatekao ga je u Slovenskoj Bistrici. Vratio se kući u Posavinu i uključio se u pripreme oružanoga ustanka. Preko Nade Dragosavljević, odmah se povezao s Dušanom Čalićem, sekretarom Okružnoga komiteta Komunističke partije Hrvatske za Novu Gradišku, koji ga je u svibnju 1941. godine uključio u okučansku partijsku organizaciju.
Milan je u početku učio ostale rukovanju oružjem, sakupljao streljivo i zdravstveni materijal, a zatim ustrojio udarnu grupu koja je sjekla telefonske žice, rušila stupove, napadala manje neprijateljske posade i izvela prvu diverziju na željezničkoj pruzi u blizini Okučana. U jesen 1941. godine, Milan je postao komandant tzv. „Treće sekcije“, koja je djelovala u Posavini ispod Okučana u tzv. „Srpskom trokutu“ (Rađenovići, Rajčići, Milisavci, itd.).
Tijekom zime 1941./1942. godine, Milan i petorica njegovih suboraca bili su opkoljeni dok su spavali na štaglju njegove kuće. Njegovi suborci su izginuli, a on se, ranjen, uspio probiti iz opkoljenja. Poslije toga se prebacio kod partizana u Bosnu. U toj je četi, jurišajući na neprijateljsko utvrđenje, po drugi put bio ranjen u ruku. Zatim je bio zapovjednik odreda, a u listopadu 1942. godine, bio je postavljen za načelnika Štaba Dvanaeste slavonske udarne brigade. Na toj je dužnosti u borbi u Gradištu po treći put bio teže ranjen. Nakon formiranja Šestog slavonskog korpusa, Milan je bio postavljen za načelnika Štaba korpusa, ali se nakon smrti Nikole Demonje, u ljeto 1944. godine, vratio u Dvanaestu slavonsku diviziju kao njen zapovjednik.
Krajem 1944. godine, Dvanaesta slavonska divizija nalazila se iza leđa neprijateljskih snaga, u istočnoj Slavoniji. Napadajući značajnije komunikacije, Dvanaesta divizija je ozbiljno remetila snabdijevanje glavnina neprijateljskih trupa. Zato su neprijateljske snage, s ciljem da osiguraju zaleđe, 27. prosinca 1944. godine, napale Dvanaestu diviziju na njenim položajima kraj Levanjske Varoši. Nakon bitke u kojoj je neprijatelj upotrijebio teške tenkove, Milan je uvidio da bi zadržavanje položaja zahtijevalo velike žrtve u ljudstvu, pa je naredio da se povuku s položaja. Jedna granata iz neprijateljskog minobacača pala je u njegovoj blizini i na mjestu ga usmrtila.
Milan je pokopan 1. siječnja 1945. godine između Psunja i Ravne gore, u blizini groba Nikole Demonje.

## Nasljeđe
Do 1991. godine, kasarna Jugoslavenske narodne armije u Osijeku nosila je njegovo ime.
Imao je čin pukovnika NOVJ-a. Još za života je, odlukom Predsjedništva AVNOJ-a, u rujnu 1944. godine, bio odlikovan Ordenom partizanske zvijezde I. reda, a 13. ožujka 1945. godine, među prvim borcima Narodnooslobodilačke vojske, proglašen je za narodnoga heroja.